# Homo Eroticus
Homo Eroticus è un film commedia erotica all'italiana del 1971 diretto da Marco Vicario.

## Trama
Michele Cannaritta è un siciliano trasferitosi a Bergamo apparentemente in cerca di lavoro. In realtà è stato cacciato dall'isola per la sua insaziabile libido sessuale. Assunto come maggiordomo e autista dalla famiglia Lampugnani, il suo datore di lavoro lo fa visitare da un medico, che scopre la particolarità fisica di Michele: il triorchidismo.
La notizia si sparge a macchia d'olio in città, tra gli amici e i conoscenti dei coniugi Lampugnani. Michele può così soddisfare il suo appetito sessuale con una serie di signore della buona società bergamasca, non senza diversi problemi e tra l'imbarazzo di molti.
Stanca dei continui pettegolezzi e delle insinuazioni delle amiche, la signora Lampugnani licenzia Michele. L'uomo si trasferisce a casa di Carla, una delle sue amiche, ma non sarà il suo ultimo trasloco.

## Produzione
E' ambientato nella città di Bergamo, in particolare alta.

## Distribuzione
In Italia il film uscì il 15 settembre 1971.

## Colonna sonora
La colonna sonora del film è stata composta da Armando Trovajoli per la RCA Records e pubblicata nel 1971.